# Liste der Baudenkmale in Ferdinandshof
In der Liste der Baudenkmale in Ferdinandshof sind alle denkmalgeschützten Bauten der vorpommerschen Gemeinde Ferdinandshof und ihrer Ortsteile aufgelistet. Grundlage ist die Veröffentlichung der Denkmalliste des Kreises Uecker-Randow mit dem Stand vom 1. Februar 1996. 

## Baudenkmale nach Ortsteilen

### Ferdinandshof
| ID | Lage                             | Bezeichnung | Beschreibung | Bild                              |
| -- | -------------------------------- | --- | --- | --------------------------------- |
|    | B 109                            | Granitsäule (Kilometerstein) | | Granitsäule (Kilometerstein)      |
|    | (Karte)                          | Bahnhof | | Bahnhof                           |
|    | Bahnhofstraße 56 (Karte)         | Pfarrhaus | |                                   |
|    | Dr.-S.-Allende-Straße 18 (Karte) | Alte Mühle | |                                   |
|    | (Karte)                          | Kirche (Trinitatiskirche) | Die evangelische Kirche befindet sich außerhalb des Ortes. Sie wurde 1726 eingeweiht. Im Inneren befinden sich ein Kanzelaltar und ein Taufengel aus der Bauzeit. | Kirche (Trinitatiskirche)         |
|    | (Karte)                          | Kriegerdenkmal (Bahnhofstraße/Schulstraße), mit Einzäunung                                                                                             | |                                   |
|    | Pasewalker Straße 9 (Karte)      | Wohnhaus mit Hofbebauung | |                                   |
|    | Pasewalker Straße 10 (Karte)     | Wohnhaus mit Stall und Scheune | |                                   |
|    | Pasewalker Straße 16 (Karte)     | Bauernhof mit Wohnhaus mit Zaun und Mauer, Stall und Scheune                                                                                           | |                                   |
|    | Pasewalker Straße                | Friedrich-Ludwig-Jahn-Gedenkstein | | Friedrich-Ludwig-Jahn-Gedenkstein |
|    | Schulstraße 2 (Karte)            | ehem. Schule | |                                   |
|    | Schulstraße/Markt (Karte)        | Gutsanlage mit Gutshaus, Kleiner Speicher, Parkrest mit Teich, Eichen, Allee zur Bahnhofstraße, Hofpflasterung, Mauer des Gutshofes sowie drei Ställen | |                                   |

### Aschersleben
| ID | Lage                  | Bezeichnung  | Beschreibung | Bild |
| -- | --------------------- | ------------ | ------------ | ---- |
|    | Dorfstraße 18 (Karte) | Bauernhaus   |              |      |
|    | Dorfstraße 14 (Karte) | ehem. Schule |              |      |

### Blumenthal
| ID | Lage                  | Bezeichnung                    | Beschreibung | Bild                   |
| -- | --------------------- | ------------------------------ | --- | ---------------------- |
|    | Dorfstraße 2 (Karte)  | Kate                           | |                        |
|    | Dorfstraße 18 (Karte) | Wohnhaus                       | |                        |
|    | Dorfstraße 21 (Karte) | Hofmauer und Fachwerkscheune   | |                        |
|    | Dorfstraße 22 (Karte) | Scheune und Feldsteinmauer     | |                        |
|    | Dorfstraße 29 (Karte) | Feldsteinmauer                 | |                        |
|    | Dorfstraße 31 (Karte) | Scheune                        | |                        |
|    | Dorfstraße 64 (Karte) | ehem. Schule                   | |                        |
|    | (Karte)               | Katholische Kirche St. Stephan | |                        |
|    | (Karte)               | Protestantische Kirche         | Die evangelische Kirche wurde 1914 im neobarocken Stil erbaut. Im Inneren befindet sich drei Schnitzfiguren aus der Zeit um 1500. | Protestantische Kirche |
|    | (Karte)               | Kriegerdenkmal                 | |                        |

### Louisenhof
| ID | Lage                   | Bezeichnung            | Beschreibung | Bild |
| -- | ---------------------- | ---------------------- | ------------ | ---- |
|    | Dorfstraße 8 (Karte)   | Wohnhaus mit Stall     |              |      |
|    | Hauptstraße 1 (Karte)  | Wohnhaus               |              |      |
|    | Hauptstraße 20 (Karte) | Wohnhaus               |              |      |
|    | Hauptstraße 47 (Karte) | ehem. Schule mit Stall |              |      |

### Sprengersfelde
| ID | Lage                   | Bezeichnung                                | Beschreibung | Bild |
| -- | ---------------------- | ------------------------------------------ | ------------ | ---- |
|    |                        | Dorfstraße                                 |              |      |
|    | Dorfstraße 5 (Karte)   | Bauernhaus mit Feldsteinmauer              |              |      |
|    | Dorfstraße 13 (Karte)  | Bauernhaus mit Hofmauer, Scheune und Stall |              |      |
|    | Hauptstraße 24 (Karte) | Bauernhaus und Stallscheune                |              |      |

## Quelle
- Bericht über die Erstellung der Denkmallisten sowie über die Verwaltungspraxis bei der Benachrichtigung der Eigentümer und Gemeinden sowie über die Handhabung von Änderungswünschen (Stand: Juni 1997)

- Karte mit allen Koordinaten:
- OSM |
- WikiMap